# Dryophilus forticornis
Dryophilus forticornis is een keversoort uit de familie klopkevers (Anobiidae). De wetenschappelijke naam van de soort is voor het eerst geldig gepubliceerd in 1875 door Abeille de Perrin.